# Нойберг, Виктор Бенджамин
Виктор Бенджамин Нойберг (англ. Victor Benjamin Neuburg, 6 мая 1883 г., Лондон — 30 мая 1940 г., Лондон) — английский поэт и писатель, литературный критик, телемит и оккультист. В течение многих лет близкий друг известного британского оккультиста и мага Алистера Кроули. Нойберг был «первооткрывателем» таких знаменитых поэтов, как Дилан Томас и Памела Х. Джонсон.

## Биография

### Знакомство с оккультизмом
Виктор Нойберг родился в лондонском районе Ислингтон, в зажиточной еврейской семье выходцев из Чехии. В 1906—1909 годах он учился в Тринити-колледже Кембриджского университета. В 1909 году в Кембридже Виктор познакомился с Алистером Кроули и подпал под полное влияние последнего. Первоначально ортодоксальный иудей и затем — агностик, Нойберг вступил в изобретённый Кроули «магический орден» АА (Astrum Argentum (Серебряная звезда), в котором тот сам себя и назначил магистром. Склонный к гомосексуализму Нойберг влюбился в «магистра», и тот увёз студента в июне 1909 года, после окончания занятий в университете, из Кембриджа в свой дом в Шотландии для «посвящения в таинства». Первый день его в Шотландии прошёл следующим образом: здесь Нойберга переодели в церемониальные одеяния, вооружили длинным мечом, которым он должен был начертать заклинания. Не сумев этого сделать, Нойберг уселся на пол в позе йога и вслух читал буддийские мантры, пока на него не снизошло «озарение». После чего его позвали на ланч.
В. Нойберг вёл во время пребывания в Шотландии подробный дневник, и потому несложно проследить все стадии его посвящения в мир магии. Главной задачей, которую ставил перед ним Кроули на этой стадии, было обладание методом астральной проекции, состоявшего в умении сознания отрешиться от своего физического тела и, таким образом, получить возможность к исследованию астрального мира. В связи с длительным недостатком свежего воздуха и полноценного питания во время этого «обучения» у Нойбурга всё чаще наступали «озарения». Вот что он сообщает по поводу одного из этих сеансов в своём дневнике:
«Сразу после 11 часов я исполнил „Изгоняющий Ритуал“, затем „Предварительный Ритуал“, воскурил ладан, продекламировал Ом мани Падме Хум, и поднялся в проекции. Я, разумеется, продвинулся довольно далеко. Рано я встретил моего Ангела. Обогнул его. Затем проследовал через множество проекций; в конце концов я был задержан своей Матерью, огромной коричневой женщиной, моим Отцом, маленьким зелёным мужчиной, сладострастной девушкой и гермафродитом. Они пытались один за другим задержать меня. Я миновал их всех. Наконец я достиг некоего гроба, на котором значилась надпись RESURGAM (ВОССИЯЮ). В Десятой Сфере меня насильственно притянуло к нему, но мне удалось убежать в водовороте света, в который я был полностью затянут. На дикой скорости я опустился обратно, достиг моего тела около 11:25. Затем я медитировал и читал Телему…»
В последующих своих астральных путешествиях Нойберг сражался с Красным и с Чёрным Гигантами, которых победил «формулой Гарпократа»; становился зелёным треугольником в фиолетовой короне; кометой, «вспыхнувшей в волосах Господа» и т. д. Кроули, склонный к садистским проявлениям, неоднократно физически наказывал своего ученика «за пребывание среди злых каббалистических сил» — порол его можжевеловыми розгами и крапивой, а также всячески издевался над еврейским происхождением Нойберга. Эта «инициация» длилась в течение 10 дней, и всё это время «ученик» должен был спать в холодной, сырой комнате, голый, на сделанной из колючего дрока кровати. По замечанию биографа В. Нойберга, Джин Фуллер, именно это пребывание у Кроули послужило причиной туберкулёза, от которого впоследствии Нойберг скончался.
Осенью 1909 года Нойберг и Кроули отправляются в Северную Африку, в Алжир, и оттуда перебираются на юг, в пустыню, где заклинают «демона Хоронзона», которому приносят в жертву голубей и занимаются сексуальной магией. 31 декабря 1909 года оба мага отплывают из Алжира в Англию. По возвращении на родину в 1910 году Нойберг, совместно с Кроули, выпускает 3-й номер телемического журнала «Равнодействие», участвует в многочисленных оккультных сеансах. На этих сеансах-собраниях, организованных «мастером Кроули», обильно употреблялись наркотики, а Нойберг, облачённый в белую хламиду, обычно исполнял дикий дервишский танец или служил «оракулом», сообщавшим «тайны демонов». Все эти представления, дававшиеся за немалую плату (до 5 гиней) публично, вызвали скандал, вылившийся в проходивший в апреле 1911 года судебный процесс. В 1912 году молодой поэт влюбился в студентку Джоан Хейес, которая ради него оставила своего мужа. В августе того же года Джоан застрелилась при загадочных обстоятельствах. Нойберг впоследствии обвинил в её смерти Кроули, ревновавшего Виктора и наложившего якобы проклятие на девушку.
В 1913—1914 годах Кроули и Нойберг вновь проводят серию сексуально-магических, гомосексуальных операций, целью которых было «вызов богов Юпитера и Меркурия», а также снабжение этими богами обоих магов деньгами. Одно из этих действ началось 31 декабря 1913 года, в 23:30, в Париже : «Нойберг танцевал Изгоняющий Ритуал Пентаграммы, затем они вызывали Тота-Гермеса, греко-египетский эквивалент Удачи». Кроули бичевал Нойберга по ягодицам, вырезал крест у него над сердцем и стянул цепью лоб. «Призывание» было закончено в полночь и завершилось актом содомии, в котором Кроули играл пассивную роль и во время которого «партнёры» читали сочинённые Кроули стихи. Последней ритуал этой серии состоялся 12 февраля 1914 года. Так как их целью было «доставить Нойбергу дар Юпитера», то есть деньги — «магия», по всей видимости, увенчалась успехом, так как Виктор пользовался постоянной благосклонностью своей богатой тёти Тай, не оставлявшей любимого племянника без средств.

### После разрыва с Кроули
После своего возвращения в Лондон Нойберг более не занимался «магией» с Кроули. Его ортодоксальная еврейская семья была в отчаянии в связи с этой неестественной связью, а также из-за той их огромной денежной суммы, что оказалась в руках у Кроули благодаря Виктору. Укрепившись в намерении покинуть своего «гуру», Нойберг в сентябре-октябре 1914 явился к Кроули и объявил ему об этом, а также о выходе из Серебряной звезды, после чего Кроули проклял Нойберга. Последний, имевший с Кроули наиболее сильную и длительную оккультно-сексуальную связь-зависимость из всех последователей «мастера», вскоре после этого разрыва заболел психически и долго лечился «от нервного расстройства» у доктора Э. Т. Дженсена, также бывшего «кроулианца». Доктор, один из первых последователей Фрейда в Англии, лечил своего пациента психоанализом и достиг успеха.
В 1915 году В. Нойберг был призван на воинскую службу и отправлен в сентябре этого года во Францию, в тыловые части. В 1919 году поэт демобилизуется и с осени того же года селится в имении своей тёти в деревне Стейнинг, в Суссексе. В Стейнинге Нойберг открывает небольшое издательство Vine Press, выпускающее преимущественно его же стихи. В ноябре 1921 он вступает в брак со своей ещё довоенной любовью Кэтлин Годдард. В 1924 году у них рождается сын, а через 3 месяца после этого Кэтлин уходит от Ноймана у любовнику. По воспоминаниям современников, в Стейнинге Нойберг выглядел как мертвец. Отказавшись от магии, он пребывал в уверенности, что занимается теперь делами, совершенно для него не предназначенными.
Литературная деятельность Нойберга также находилась впоследствии в тени недоброй славы Кроули. Принятые в 1926 году в издательстве «Argosy» его стихотворения так никогда и не были напечатаны, поскольку директор оказался в курсе предосудительного знакомства поэта со скандальным магом. Впрочем, в том же году в «Bookmans Journal» выходит в свет его баллада «Зелёная леди», оказавшаяся большим литературным успехом. В годы своего пребывания в Стейнинге В. Нойберг неоднократно бывал в соседней земледельческой колонии социалистов-утопистов, анархистов и проч., возглавляемой Верой Прэгнелл, ставшей его близким другом. В Стейнинге поэта посещали некоторые друзья и любители его поэзии, среди которых следует отметить Гертруду Стайн, композитора и оккультиста Филипа Хезелтайна, лорда Альфреда Дугласа и др.

### Редакторская деятельность
В 1930 году В. Нойберг встречает в «Убежище» женщину, в которую страстно влюбляется, и уходит от своей жены, с которой его более ничего не связывает. В 1934 эта пара селится в северном Лондоне, и Нойберг становится участником ряда общественных новаторских проектов. Так, он был одним из основателей и первым секретарём «Ассоциации научного излечения преступников» (позднее — Институт для изучения и излечения преступности среди несовершеннолетних). В 1933 году он назначается редактором отдела поэзии журнала «Sunday Referee». На этом посту он сыграл определённую положительную роль в развитии британской поэзии, «открыв» такие таланты, Дилан Томас и Памела Х. Джонсон. Так, первое напечатанное стихотворение Дилана Томаса опубликовал Нойберг на страницах «Sunday Referee» 3 сентября 1933 года. Следующие его стихи были изданы там же 7 января 1934 года. Кроме стихотворений Д. Томаса и Памелы Джонсон, В. Нойберг впервые публикует произведения Эварта Милна, Френсиса Берри, Рутвена Тодда, Дэвида Гаскойна, Джулиана Симонса и др. 
В. Нойберг скончался от туберкулёза 31 мая 1940 года.

## Сочинения
Среди сочинений поэта следует назвать следующие сборники:
- The Green Garland (1908)
- The Triumph of Pan (1910)
- Lillygay, an Anthology of Anonymous Poems (1920)
- Swift Wings, Songs in Sussex (1921)
- Songs of the Groves (1921)
- Larkspur, a Lyric Garland (1922)